# Final Fantasy Tactics Advance
Final Fantasy Tactics Advance — тактическая ролевая игра для портативной игровой консоли Game Boy Advance, разработанная компанией Square Enix. Она является неофициальным продолжением игры Final Fantasy Tactics для Sony Playstation 1997 года выпуска, обладая схожим игровым движком и боевой системой, но полностью не связана с ней сюжетом.

## Общее описание
Final Fantasy Tactics Advance рассказывает историю Марче (игрок может изменить это имя), Мьюта, Ритз и Донеда (Marche, Mewt, Ritz, Doned); четверых детей живущих в небольшом городке под названием Сан-Ивалис (St. Ivalice, также именем Ивалис называется мир игры Final Fantasy Tactics). Однажды они находят волшебную книгу, которая переносит их всех в фантастический мир Ивалис. Этот мир является воплощением мира игры Final Fantasy XII в представлении Мьюта.
Сама игра является тактической РПГ, где игрок собирает отряд из различных персонажей, направляя их действия в битвах и передвижениях по миру. В рамках игровой системы игроку предоставляется широкий выбор классов, способностей и предметов для создания уникальных комбинаций персонажей.

## Персонажи

### Марш Радиюджу
Главный герой игры, который недавно перебрался в небольшой городок Сан-Ивалис. Оказавшись в новом для себя месте, Марш быстро
знакомится с новыми друзьями — Мьют и Ритз, такими же аутсайдерами, как он сам. Все вместе, они открывают старую книгу, которая переносит их в сказочный мир Ивалиса, кардинальным образом меняя их жизни…

### Мьют Ранделл
Мьют — чрезвычайно замкнутый и стеснительный мальчик, который никогда не расстаётся со своим плюшевым медвежонком, подаренным его недавно умершей матерью. Из-за своего слабого характера и странного поведения, Мьют постоянно подвергается нападкам со стороны других учеников. Именно он находит странную книгу и приглашает своих новых друзей почитать её…

### Ritz Malbeur
Одноклассница Marche и Mewt. В отличие от своих друзей, Ritz обладает сильным характером, а также выдающимся умом и спортивной подготовкой. Тем не менее, она тоже не пользуется популярностью в своём классе, обладая обострённым чувством справедливости и часто заступаясь за слабых. Ritz также сильно комплексует по поводу белого цвета своих волос, из-за которого её постоянно дразнят.

### Монблан (Montblanc)
Мугл, который помог Марчу после того, как он перенёсся в сказочный мир Ивалиса. Доброжелательный Монтбланк объяснил пришельцу устройство своего мира, а также представил Марча своему клану. До конца игры, Монтбланк останется преданным другом и партнёром Марча. В Final Fantasy XII Монтбланк является главой клана "Центурион" и выдаёт заказы на элитные охоты.

### Бабус
Бабус верой и правдой служил Мьюту и выполнял все его просьбы до тех пор, как встретился на поле битвы с Марчем. После этого, он перешёл на сторону партии, решив, что для его хозяина так будет лучше.

### Judgemaster Cid
Отец Mewt’а, который потерял всякий интерес к жизни после смерти своей жены, быстро опустившись на дно. Тем не менее, в мире Ivalice он предстал Верховным Судьёй и заботливым отцом для Mewt’a. Cid противостоит Marche на протяжении большей части игры.

### Llednar
Таинственный воин, чьё прошлое скрыто в тумане, а боевые способности недвусмысленно намекают на абсолютную и бесповоротную неуязвимость…

### Queen Remedi
Remdi Randell, мать Mewt’a, умерла в реальном мире, но в мире Ivalice она является королевой, и всегда готова утешить своего сына, когда тот чем-то расстроен. Она противостоит Marche и его команде просто для того, чтобы защитить Mewt’a.

### Shara
Представительница расы viera и подруга Ritz, которая помогла ей освоиться в Ivalice точно так же, как Montblanc помог Marche. Shara достаточно дружелюбна по отношению к Marche и его партии, но в первую очередь прислушивается только к мнению Ritz.

### Ноно
Младший брат Монтбланка, владеющий воздушным кораблём и торгующий разными предметами и экипировкой. Верный союзник Марша.

### Эзел
Эзел — представитель расы Ну Моу, который изобретает карты законов и антизаконов. После того, как Марш поможет Эзелу выбраться из затруднительной ситуации, вы сможете в любое время наведаться в его секретный магазинчик, торгующий картами.

### Донед
Младший брат Марча, о котором тот заботится. В реальном мире, врождённый недуг Донеда стремительно прогрессирует, из-за чего он остаётся прикованным к инвалидной коляске, но в альтернативном Ивалисе он будет полностью здоров.

## Отзывы
| Сводный рейтинг       | Сводный рейтинг |
| Агрегатор             | Оценка          |
| --------------------- | --------------- |
| GameRankings          | 87,64 %         |
| Metacritic            | 87/100          |
| Иноязычные издания    |                 |
| Издание               | Оценка          |
| Edge                  | 7 of 10         |
| EGM                   | 9 of 10         |
| Famitsu               | 34 of 40        |
| Game Informer         | 9,5/10          |
| GameSpot              | 8,2 of 10       |
| IGN                   | 9,0 of 10       |
| Nintendo World Report | 7,5 of 10       |
| X-Play                | 4 of 5          |
| RPGFan                | 8,1 of 10       |
| GameNOW               | 10 of 10        |
| Русскоязычные издания |                 |
| Издание               | Оценка          |
| «Домашний ПК»         | [ 13 ]          |

Final Fantasy Tactics Advance получила положительные отзывы критиков.